# Cattedrali in Honduras
Questa è una lista delle cattedrali in Honduras.

## Cattedrali cattoliche
| Cattedrale                                             | Arcidiocesi o Diocesi          | Località            | Dedicazione                | Note |
| ------------------------------------------------------ | ------------------------------ | ------------------- | -------------------------- | ---- |
| Cattedrale di San Michele Arcangelo                    | Arcidiocesi di Tegucigalpa     | Tegucigalpa         | San Michele                |      |
| Cattedrale dell'Immacolata Concezione di Maria Vergine | Diocesi di Choluteca           | Choluteca           | Immacolata Concezione      |      |
| Cattedrale dell'Immacolata Concezione                  | Diocesi di Comayagua           | Comayagua           | Immacolata Concezione      |      |
| Cattedrale dell'Immacolata Concezione                  | Diocesi di Danlí               | Danlí               | Immacolata Concezione      |      |
| Cattedrale di San Michele                              | Diocesi di Gracias             | Gracias             | San Michele                |      |
| Cattedrale dell'Immacolata Concezione di Maria Vergine | Diocesi di Juticalpa           | Juticalpa           | Immacolata Concezione      |      |
| Cattedrale di Sant'Isidoro lavoratore                  | Diocesi di La Ceiba            | La Ceiba            | Sant'Isidoro l'Agricoltore |      |
| Cattedrale di San Pietro apostolo                      | Arcidiocesi di San Pedro Sula  | San Pedro Sula      | San Pietro apostolo        |      |
| Cattedrale di Santa Rosa                               | Diocesi di Santa Rosa de Copán | Santa Rosa de Copán | Santa Rosa                 |      |
| Cattedrale di San Giovanni Battista                    | Diocesi di Trujillo (Honduras) | Trujillo            | San Giovanni Battista      |      |
| Cattedrale della Beata Vergine della Mercede           | Diocesi di Yoro                | Yoro                | Madonna della Mercede      |      |